# 雷西亚湖
雷西亚湖（義大利語：Lago di Resia）是意大利博尔扎诺-上阿迪杰自治省的湖泊，面積6.6平方公里，海拔高度1,498米，最大水深6米，蓄水量0.12立方公里，湖水來自阿迪傑河。

## 外部連結
- Reschensee Ship Tours （页面存档备份，存于）
- Visiting  Reschensee （页面存档备份，存于）
- History of the construction （德文）